# Jholeixon Rodríguez
Jholeixon Aldahir Rodríguez (* 28. September 2007) ist ein ecuadorianischer Leichtathlet, der sich auf den Hochsprung spezialisiert hat.

## Sportliche Laufbahn
Erste internationale Erfahrungen sammelte Jholeixon Rodríguez im Jahr 2023, als er bei den Ibero-Amerikanischen-U18-Meisterschaften in Lima mit übersprungenen 1,99 m die Bronzemedaille gewann. Im Jahr darauf siegte er mit 2,01 m bei den U20-Südamerikameisterschaften ebendort. Im Dezember gewann er bei den U18-Südamerikameisterschaften in San Luis mit 1,98 m die Bronzemedaille im Hochsprung und belegte im Dreisprung mit 14,12 m den sechsten Platz. Zudem gelangte er mit der ecuadorianischen 4-mal-100-Meter-Staffel mit 43,23 s ebenfalls auf Rang sechs. 2025 belegte er bei den Südamerikameisterschaften in Mar del Plata mit 2,00 m den siebten Platz im Hochsprung und gelangte mit der 4-mal-400-Meter-Staffel mit 3:14,22 min auf den fünften Platz.
2024 wurde Rodríguez ecuadorianischer Meister im Hochsprung.